# Flying Colors
Flying Colors er en amerikansk stumfilm fra 1917 af Frank Borzage.

## Medvirkende
- William Desmond som Brent Brewster
- Golda Madden som Ann
- Jack Livingston som Kaptein Drake
- Laura Sears som Ruth Lansing
- J. Barney Sherry som Craig Lansing